# Чиху
Чиху (груз. ჭიხუ) — село в Грузии, на территории Хобского муниципалитета края (мхаре) Самегрело-Верхняя Сванетия.

## География
Село находится в западной части Грузии, на левом берегу реки Мунчиа, на расстоянии приблизительно 1 километра (по прямой) к северо-западу от города Хоби, административного центра муниципалитета. Абсолютная высота — 16 метров над уровнем моря.

## Население
По результатам официальной переписи населения 2014 года, в Чиху проживало 299 человек (151 мужчина и 148 женщин). В национальной структуре населения грузины составляли 100 %.
| Год  | Население, человек |
| ---- | ------------------ |
| 2002 | 373                |
| 2014 | ↘ 299              |